# Pyrrhorachis
Pyrrhorachis is een geslacht van vlinders van de familie spanners (Geometridae), uit de onderfamilie Geometrinae.

## Soorten
- P. caerulea Warren, 1893
- P. cornuta Warren, 1896
- P. cosmetocraspeda Prout, 1918
- P. deliciosa Warren, 1896
- P. pyrrhogona Walker, 1866
- P. rhodometopa Prout, 1913
- P. rhodoselas Prout, 1928
- P. ruficeps Warren, 1906
- P. viridula Warren, 1903